# Seznam biskupů v Châlons-en-Champagne
Seznam biskupů v Châlons-en-Champagne zahrnuje všechny představitele diecéze v Châlons-en-Champagne založené ve 3. století.
- kolem 260–280: sv. Memmie
- sv. Donatien
- sv. Domitien
- Amable
- kolem 300: Didier
- kolem 340: Sanctissimus
- kolem 400: Provinctus
- 433–480: sv. Alpin
- 480–500: Amand (Amandin)
- 500: Florand
- kolem 515: Providerius
- kolem 530: Prodictor (Proditor, Productor)
- 535–541: Loup I.
- Papion
- kolem 565: Euchaire
- 578: Teutinodus (Teutmodus)
- 579: sv. Elaphe
- 588–596: sv. Lumier
- 596–625: Félix I.
- Ragnebaud
- kolem 660: Landebert
- kolem 685: Arnoul I.
- 693: Bertoin
- Félix II.
- Bladald
- Scaricus
- kolem 770: Ricaire
- 770–784: Willibald
- 784–804: Beuve I.
- 804–810: Bienheureux Hildegrin
- 810–835: Adelelmus
- 835–857: Loup II.
- 857–868: Erchenrad
- 868–878: Willibert
- 878–887: Bernon
- 887–894: Rodoald
- 894–908: Mancion
- 908–912: Létold
- 912–947: Beuve II.
- 947–998: Gibuin I.
- 998–1004: Gibuin II.
- 1004–1008: Guy I.
- 1008–1042: Roger I.
- 1042–1066: Roger II.
- 1066–1092: Roger III de Hainaut
- 1093–1100: Philippe I. de Champagne
- 1100–1113: Hugues I.
- 1113–1121: Guillaume I. de Champeaux
- 1122–1126: Ebles (Ebal) de Roucy
- 1127–1130: Erlebert (Aubry, Albéric z Remeše)
- 1131–1142: Geoffroy I.
- 1142–1147: Guy II de Pierrepont
- 1147–1152: Barthélémy de Senlis
- 1152–1153: Aymon
- 1153–1162: Boson
- 1164–1190: Guy III. de Joinville
- 1190–1200: Rotrou du Perche
- 1200–1214: Gérard de Douai
- 1215–1226: Guillaume II. du Perche
- 1226–1228: sedisvakance
- 1228–1237: Philippe II. de Nemours-Méréville
- 1237–1248: Geoffroy II. de Grandpré
- 1248–1261: Pierre I. de Hans
- 1262–1272: Conon de Vitry
- 1272–1273: Arnoul II.
- 1273–1284: Rémi de Somme-Tourbe
- 1284–1313: Jean I. de Châteauvillain
- 1313–1328: Pierre II. de Latilly
- 1328–1335: Simon de Châteauvillain
- 1335–1339: Philippe III. de Melun
- 1339: Jean II. de Mandevillain
- 1340–1351: Jean III. Happe
- 1352–1356: Regnaud Chauveau
- 1357–1389: Archambaud de Lautrec
- 1389–1413: Charles de Poitiers
- 1413–1420: Louis I. de Bar, kardinál
- 1420–1438: Jean IV. de Sarrebrück
- 1439: Jean V. Tudert
- 1440–1453: Guillaume III. le Tur
- 1453–1503: Geoffroy III de Saint Géran
- 1504–1535: Gilles de Luxembourg
- 1535–1549: Robert kardinál de Lénoncourt
- 1550–1556: Philippe IV. de Lenoncourt
- 1556–1571: Jérome de Burges (Jérôme Bourgeois)
- 1571–1573: Nicolas Clausse
- 1575–1624: Cosme Clausse
- 1624–1640: Henri Clausse de Fleury
- 1642–1680: Félix III. Vialart de Herse
- 1680–1695: Louis-Antoine de Noailles
- 1696–1720: Jean-Baptiste-Louis-Gaston de Noailles
- 1721–1733: Nicolas-Charles de Saulx-Tavannes
- 1734–1753: Claude-Antoine de Choiseul-Beaupré
- 1763–1763: Antoine de Lastic
- 1764–1781: Antoine-Éléonor-Léon Leclerc de Juigné
- 1782–1790: Anne-Antoine-Jules de Clermont-Tonnerre
  - 1791–1794: Nicolas Diot (ústavní biskup)
- 1801–1824: biskupství zrušeno
- 1824–1860: Marie-Joseph-François-Victor Monyer de Prilly
- 1860–1864: Jean-Honoré Bara (od 1856 koadjutor)
- 1864–1882: Guillaume-René Meignan
- 1882–1894: Guillaume-Marie-Romain Sourrieu
- 1894–1907: Gaspard-M.-Michel-André Latty
- 1908–1912: Hector-Irénée Sevin
- 1912–1948: Joseph-Marie Tissier
- 1948–1973: René-Joseph Piérard
- 1973–1998: Lucien-Emile Bardonne
- 1999–2015: Gilbert Louis
- od 2015: François Touvet